# Лимбю, Томми
Томми Лимбю (швед. Tommy Limby; 5 сентября 1947, Емтланд — 13 января 2008, Швеция) — шведский лыжник, чемпион мира.  

## Карьера
На Олимпийских играх 1976 года в Инсбруке стал 23-м в гонке на 15 км, 15-м в гонке на 30 км и 8-м в гонке на 50 км.
На чемпионате мира-1978 в Лахти завоевал золото в эстафете.
Лимбю был особенно силён в марафонских гонках, так в знаменитом лыжном марафоне Васалоппет он один раз был вторым и дважды становился третьим. Четыре раза был призёром чемпионатов Швеции.